# میچل بینی
میچل بینی (انگلیسی: Mitchell Beeney؛ زادهٔ ۳ اکتبر ۱۹۹۵) بازیکن فوتبال اهل بریتانیا است.
از باشگاه‌هایی که در آن بازی کرده‌است می‌توان به آکادمی و تیم دوم باشگاه فوتبال چلسی، باشگاه فوتبال اسلایگو راورز، و باشگاه فوتبال نیوپورت کانتی اشاره کرد.
وی همچنین در تیم ملی فوتبال زیر ۱۹ سال انگلستان بازی کرده‌است.